# کرویدون جنوبی، ویکتوریا

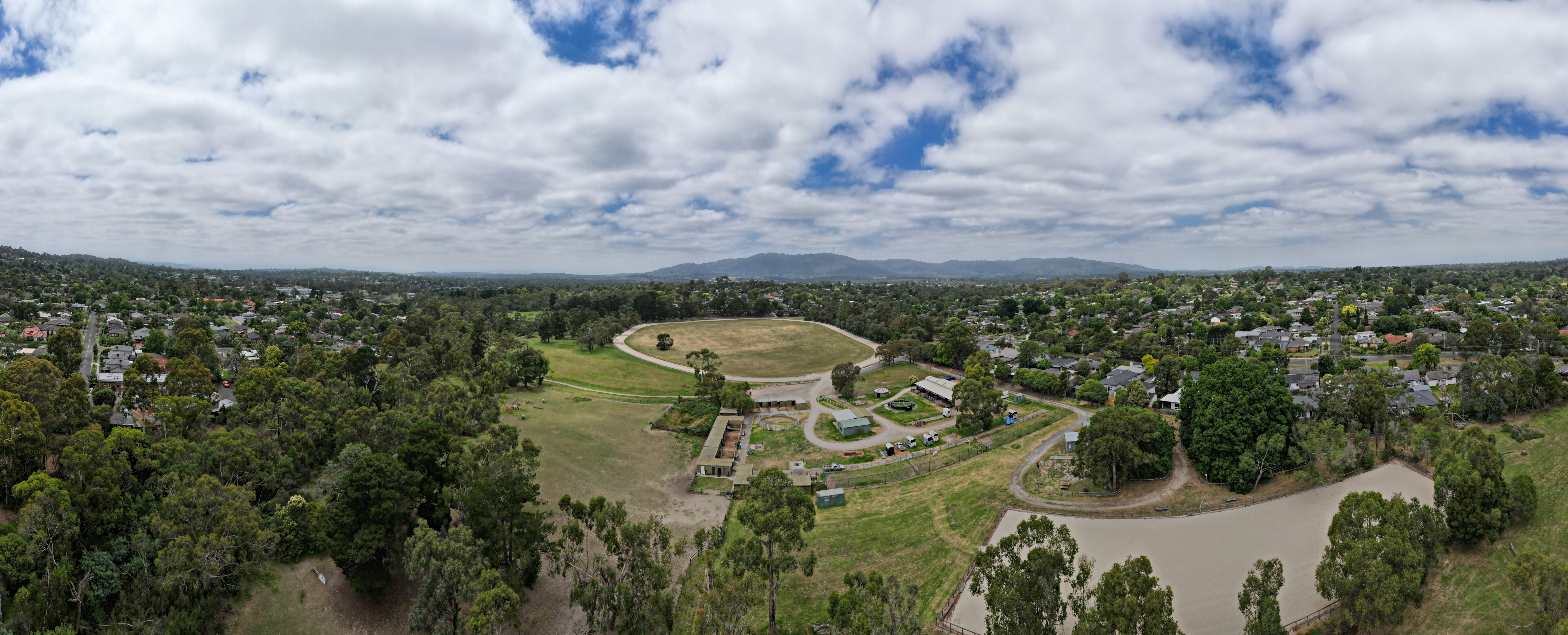
کرویدون جنوبی در ژانویه 2023

کرویدون جنوبی، ویکتوریا (انگلیسی: Croydon South, Victoria) در حومه شهر ملبورن استرالیا و در ۳۰ کیلومتری شرق مرکز این شهر قرار گرفته‌است.